# Volo LAN Chile 107
Il volo LAN Chile 107 era un volo di linea della LAN Airlines tra l'aeroporto di Los Cerillos e l'aeroporto di Buenos Aires. Il 6 febbraio 1965 il Douglas DC-6B che operava il volo precipitò sulle Ande.
Tutti gli 87 occupanti del velivolo morirono nell'incidente. Per numero di vittime è il peggior incidente mai avvenuto in Cile.

## L'aereo
Il velivolo coinvolto nell'incidente era un quadrimotore a pistoni Douglas DC-6B con numero di registrazione CC-CCG costruito nel 1958.

## L'incidente
Il Douglas decollò regolarmente alle 8:06 con a bordo 80 passeggeri e 7 membri dell'equipaggio. Alle 8:36 l'aereo, mentre si trovava a 12.000 piedi, venne visto da numerosi testimoni schiantarsi contro un versante roccioso.

## Le indagini
La commissione di inchiesta appurò che fu la mancanza di disciplina del comandante la causa principale dell'incidente. La mancata supervisione alla rotta portò il velivolo a trovarsi in un luogo diverso rispetto a quello elaborato nel piano di volo originale.